# Bisdom Sibolga
Het bisdom Sibolga (Latijn: Dioecesis Sibolgaensis) is een rooms-katholiek bisdom met als zetel Sibolga, in Indonesië. Het bisdom is suffragaan aan het aartsbisdom Medan. 

## Geschiedenis
Het bisdom werd opgericht op 17 november 1959, als de apostolische prefectuur Sibolga, uit delen van het apostolisch vicariaat Medan. Op 24 oktober 1980 werd het verheven tot bisdom en werd suffragaan aan het aartsbisdom Medan.

## Parochies
Het bisdom had in 2022 een oppervlakte van 26.413 km2 en telde 2.642.035 inwoners waarvan 7,6% rooms-katholiek was.

## Bisschoppen
- Peter Gratian Grimm (apostolisch administrator: 17 november 1959 - 12 maart 1971)
- Anicetus Bongsu Antonius Sinaga (prefect: 11 november 1978, bisschop: 24 oktober 1980 - 3 januari 2004; apostolisch administrator: 22 september 2018 - 7 november 2020)
- Ludovikus Simanullang (14 maart 2007 - 20 september 2018)
- Fransiskus Tuaman Sasfo Sinaga (6 maart 2021 - heden)

## Galerij van afbeeldingen

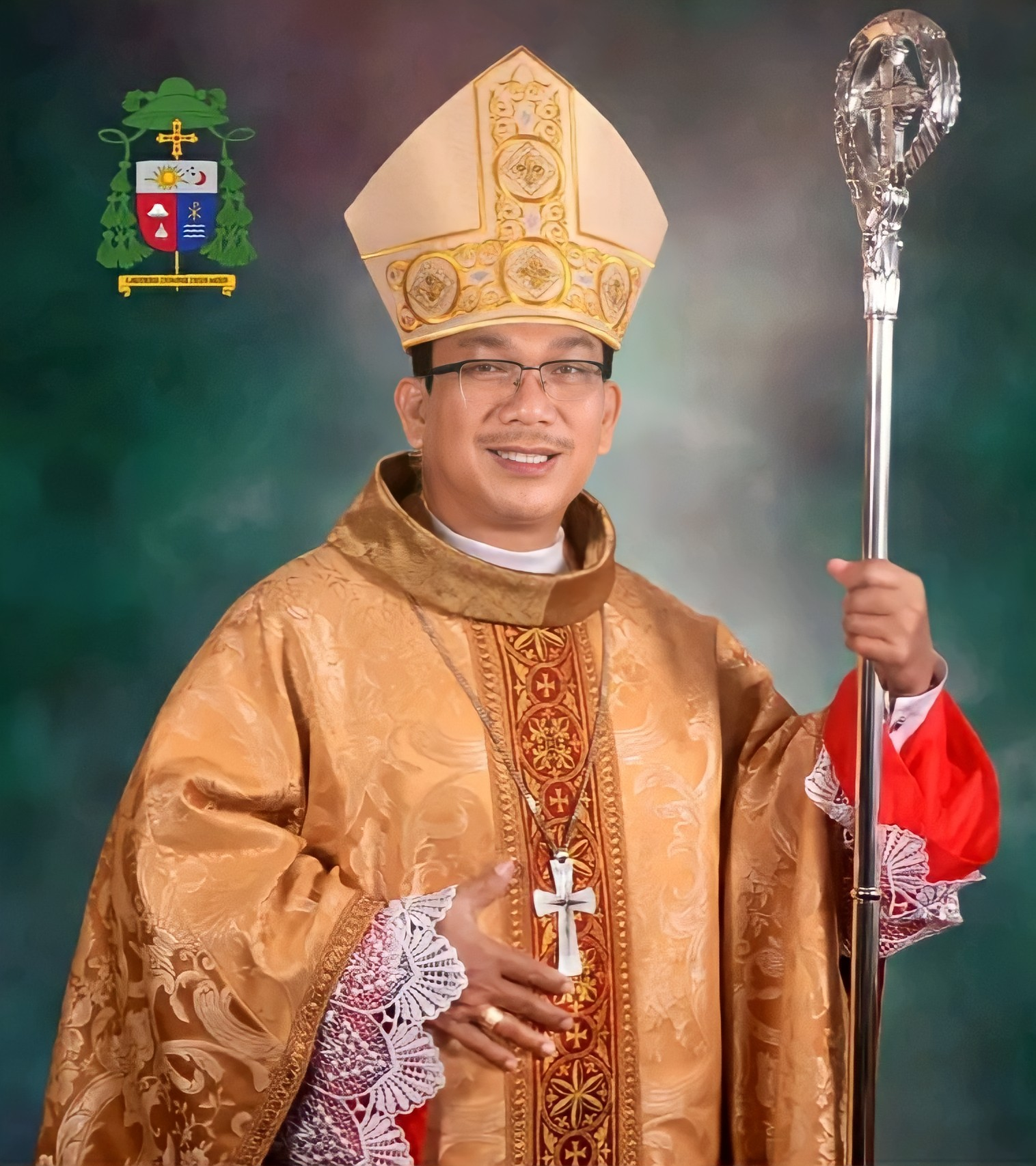
Bisschop Fransiskus Tuaman Sasfo Sinaga (2021-heden)
Kerkprovincie met aartsbisdom en suffragane bisdommen
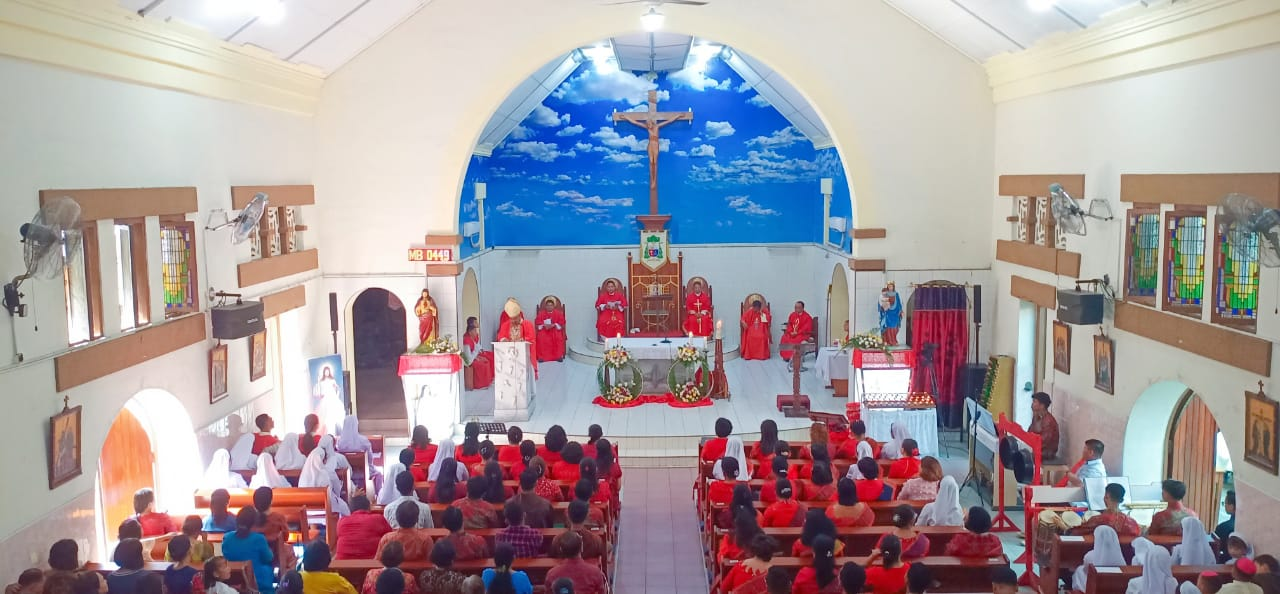
Interieur van de kathedraal

Medan (aartsbisdom) · Padang · Sibolga